# Walter Kaufmann (filósofo)
Walter Arnold Kaufmann (1 de julio de 1921 - 4 de septiembre de 1980) fue un filósofo, traductor y poeta germano-estadounidense. Autor prolífico, escribió extensamente sobre una amplia gama de temas, como la autenticidad y la muerte, la filosofía moral y el existencialismo, el teísmo y el ateísmo, el cristianismo y el judaísmo, así como sobre filosofía y  literatura. Trabajó durante más de 30 años como profesor en la Universidad de Princeton.
Es reconocido como erudito y traductor de Friedrich Nietzsche. También escribió un libro en 1965 sobre Georg Wilhelm Friedrich Hegel y publicó una traducción del Fausto de Goethe.

## Biografía
Walter Kaufmann nació en Friburgo de Brisgovia, Alemania, el 1 de julio de 1921.
Kaufmann se crio como luterano.  A los 11 años, al descubrir que no creía ni en la Trinidad ni en la divinidad de Jesús, se convirtió al judaísmo. Posteriormente, Kaufmann descubrió que sus abuelos eran todos judíos.  En 1939 pudo emigrar a Estados Unidos y comenzó a estudiar en el Williams College.  Stanley Corngold registra que allí "abandonó su compromiso con el ritual judío mientras desarrollaba una actitud profundamente crítica hacia todas las religiones establecidas".
Kaufmann se graduó en el Williams College en 1941, luego fue a la Universidad de Harvard, donde recibió una maestría en Filosofía en 1942. A continuación sus estudios se vieron interrumpidos por la guerra. Se alistó en la Fuerza Aérea del Ejército de los Estados Unidos y luego serviría como interrogador para el Servicio de Inteligencia Militar en Alemania.
Kaufmann se convirtió en ciudadano de los Estados Unidos en 1944.
En 1947 recibió su doctorado en Harvard. Su tesis doctoral, escrita en menos de un año, se tituló "Teoría de los valores de Nietzsche".  Ese mismo año se incorporó al Departamento de Filosofía de la Universidad de Princeton.  Y, aunque tendría estancias temporales tanto en los EE. UU. como en el extranjero, permanecería en Princeton durante el resto de su carrera académica.  Sus alumnos a lo largo de los años incluyeron a los eruditos de Nietzsche Frithjof Bergmann, Richard Schacht, Alexander Nehamas e Ivan Soll.
Kaufmann murió, a los 59 años, el 4 de septiembre de 1980.

## Obra filosófica
En un artículo de 1959 en Harper's Magazine, rechazó sumariamente todos los valores y prácticas religiosas, especialmente el protestantismo liberal de la Europa continental que comenzó con Schleiermacher y culminó en los escritos de Paul Tillich y Rudolf Bultmann. En su lugar, elogió a los moralistas como los profetas bíblicos, Buda y Sócrates. Sostuvo que el análisis crítico y la adquisición de conocimientos eran fuerzas liberadoras y empoderadoras. Criticó enérgicamente el protestantismo liberal de moda del siglo XX por estar lleno de contradicciones y evasiones, prefiriendo la austeridad del libro de Job y el existencialismo judío de Martin Buber. Kaufmann discutió muchos de estos temas en su Crítica de la religión y la filosofía de 1958.
Kaufmann escribió mucho sobre el existencialismo de Søren Kierkegaard y Karl Jaspers. Sentía una gran admiración por la pasión de Kierkegaard y sus conocimientos sobre la libertad, la ansiedad y el individualismo. Kaufmann escribió: "Nadie antes de Kierkegaard había visto con tanta claridad que la libertad de tomar una decisión fatídica que puede cambiar nuestro carácter y el futuro genera ansiedad". Aunque Kaufmann no compartía la perspectiva religiosa de Kierkegaard y era crítico de su teología protestante, simpatizó e se impresionó con la profundidad del pensamiento de Kierkegaard:
- "No conozco ningún otro gran escritor en todo el siglo XIX, tal vez ni siquiera en toda la literatura mundial, a quien responda con menos alegría y con un sentimiento más profundo de que estoy siendo juzgado y encontrado falto, a menos que sea Søren Kierkegaard."[8]

Kaufmann editó la antología Existencialismo de Dostoievski a Sartre. Por otro lado a Kaufmann le disgustaba el pensamiento de Martin Heidegger, junto con su escritura poco clara.
Kaufmann es famoso por sus traducciones y exégesis de Nietzsche, a quien consideraba gravemente incomprendido por los anglohablantes, como un importante existencialista temprano y como un precursor involuntario, en algunos aspectos, de la filosofía analítica angloamericana. Michael Tanner llamó a los comentarios de Kaufmann sobre Nietzsche "entrometidos, autorreferenciales y carentes de conocimiento", pero Llewellyn Jones escribió que los "a partir de los nuevos conocimientos de Kaufmann. . . Nietzsche ... puede profundizar las percepciones de cada estudiante de literatura exigente", y The New Yorker escribió que Kaufmann "ha producido lo que puede ser el estudio definitivo del ... pensamiento de Nietzsche: un trabajo informado, erudito y brillante." 
Kaufmann escribió que superficialmente:
- "también parece que como filósofo Nietzsche representa un declive muy agudo respecto de Kant y Hegel ... porque [Nietzsche] no tiene 'sistema'. Sin embargo, este argumento no es convincente. ... No sólo se puede defender a Nietzsche en este aspecto ... sino que hay que añadir que tenía fuertes razones filosóficas para no tener un sistema."[13]

Kaufmann también simpatizaba con las críticas mordaces de Nietzsche al cristianismo. Sin embargo, Kaufmann criticó mucho a Nietzsche, escribiendo que "mis desacuerdos con Nietzsche son legión". En cuanto al estilo, Kaufmann argumentó que Así habló Zaratustra de Nietzsche, por ejemplo, está en partes mal escrito, es melodramático o prolijo, pero concluyó que el libro "no es sólo una mina de ideas, sino también una obra literaria importante y un triunfo personal".
Kaufmann describió su propia ética y su propia filosofía de vida en sus libros, incluido La fe de un hereje: ¿En que creer? ¿Cómo debo vivir? ¿Qué espero? (1961) y Sin culpa y sin justicia: de la decidofobia a la autonomía (1973). En la primera obra defendía vivir de acuerdo con lo que proponía como las cuatro virtudes cardinales: "humilción" (una fusión de humildad y ambición), amor, coraje y honestidad.